# St. Stephan (Obergriesbach)

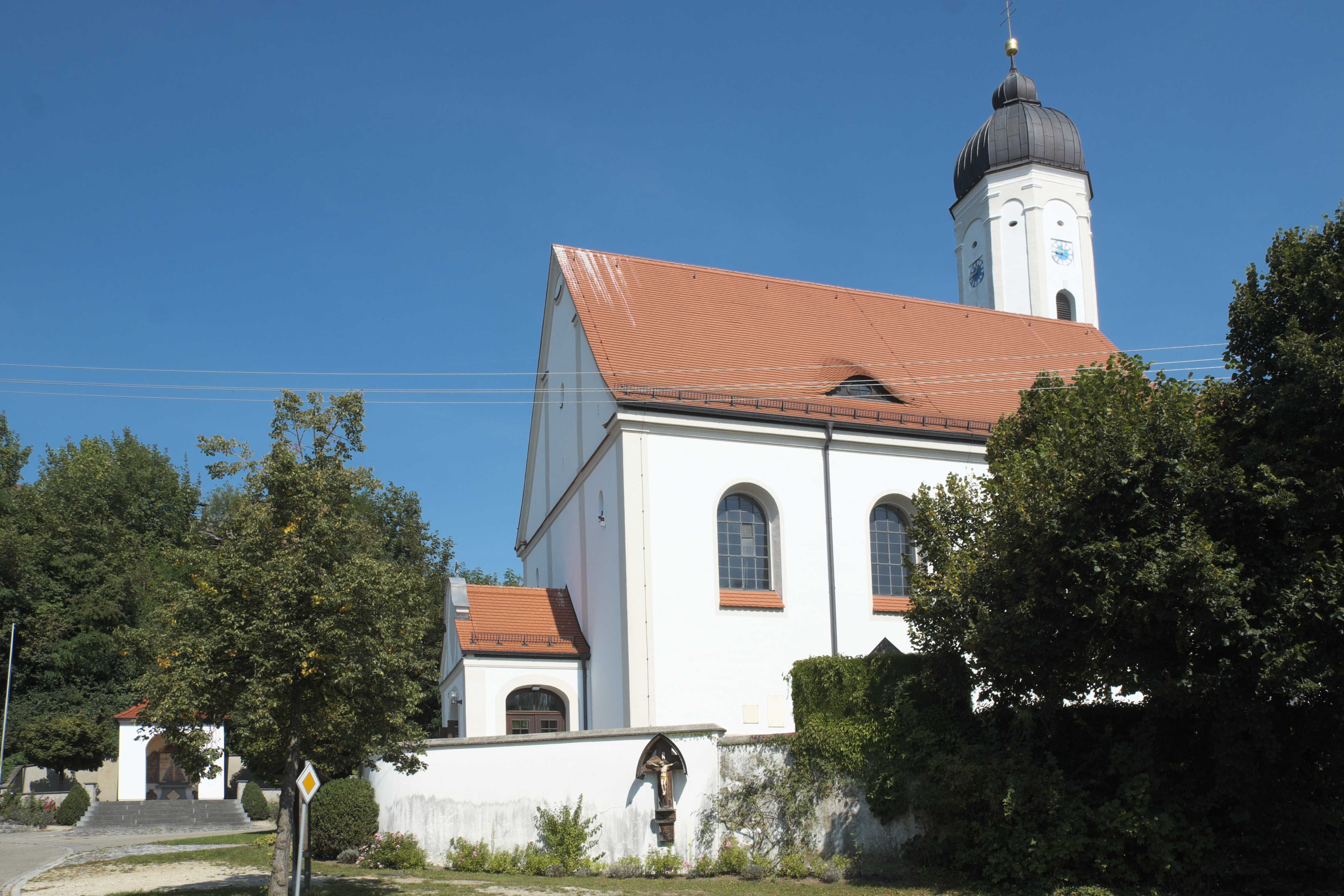
Pfarrkirche St. Stephan

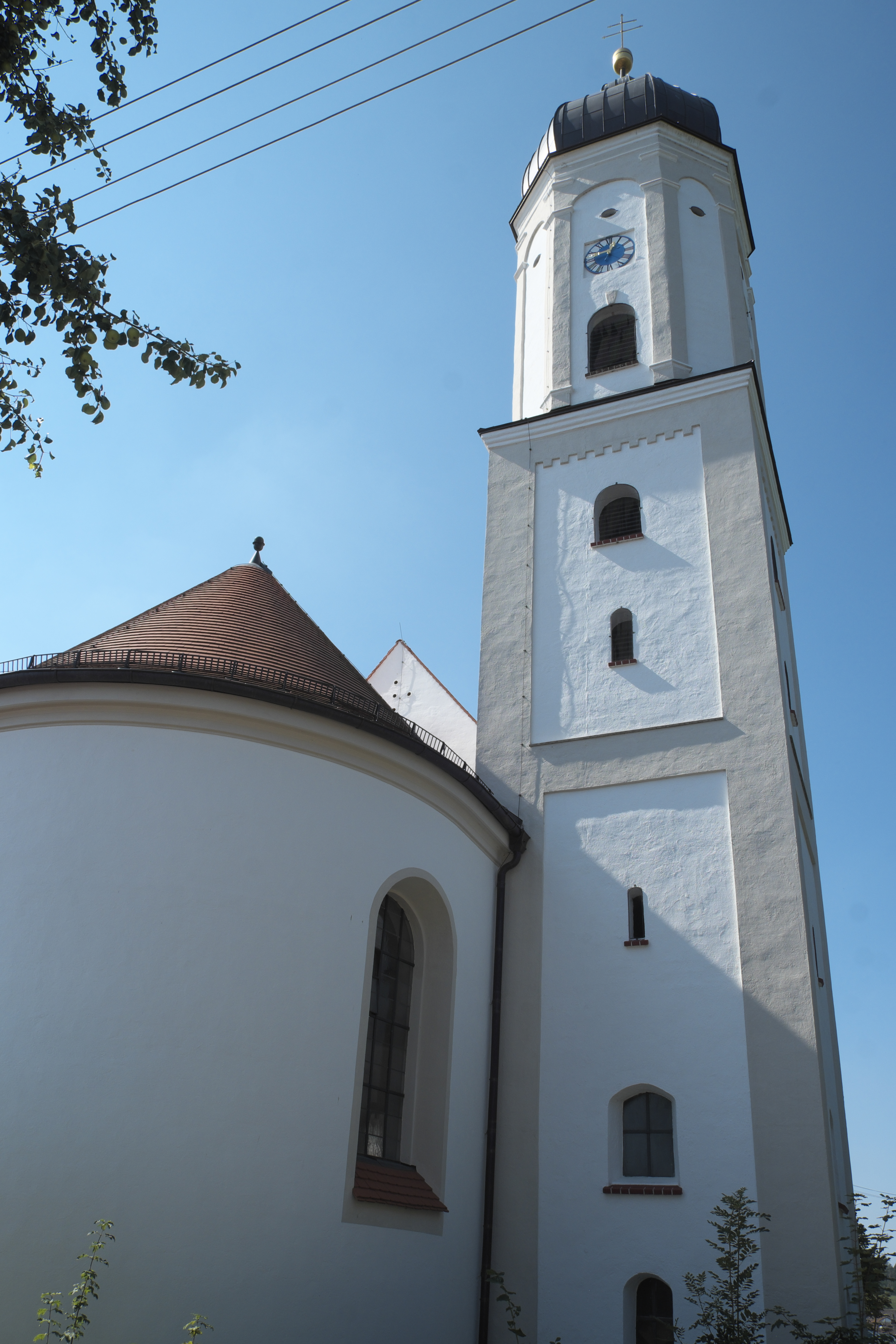
Glockenturm

Die katholische Pfarrkirche St. Stephan in Obergriesbach, einer Gemeinde im Landkreis Aichach-Friedberg im bayerischen Regierungsbezirk Schwaben, geht auf einen spätmittelalterlichen Kirchenbau zurück, der in der Mitte des 18. Jahrhunderts durch einen Neubau ersetzt wurde. Im Jahr 1906 wurde auch diese Kirche abgebrochen und neu wiederaufgebaut. Die Kirche mit dem Patrozinium des heiligen Stephanus liegt unterhalb des Hofmarkschlosses und gehört zu den geschützten Baudenkmälern in Bayern.

## Geschichte
Die mittelalterliche Kirche ist auf einem Kupferstich von Michael Wening aus dem Jahr 1701 festgehalten. An der Stelle dieser Kirche wurde in den Jahren 1749 bis 1751 ein 25 Meter langer und zehn Meter breiter Neubau errichtet. Die unteren Geschosse des quadratischen Turms blieben erhalten und wurden durch einen oktogonalen Aufbau erhöht. Im Jahr 1763 erfolgte die Freskierung des Langhausgewölbes durch Ignaz Baldauf. Die Weihe fand erst 1794 durch den Augsburger Weihbischof Johann Nepomuk August Ungelter von Deissenhausen statt.
Wegen verschiedener Bauschäden wurde die Kirche 1906 abgebrochen und nach Plänen von Karl Bauer unter der Leitung von Gottlieb Schmid neu errichtet, wobei der alte Turm miteinbezogen wurde. Die Grundsteinlegung erfolgte im Jahr 1907 und ein Jahr später wurde die Kirche durch den Augsburger Bischof Maximilian von Lingg geweiht.

## Architektur

### Außenbau
Im nördlichen Chorwinkel steht der Glockenturm. In die unteren Geschosse, die noch auf den mittelalterlichen Kirchenbau zurückgehen, sind Blendfelder eingeschnitten, von denen die oberen mit Zinnenfriesen verziert sind. Der oktogonale Aufbau aus der Mitte des 18. Jahrhunderts wird durch Eckpilaster gegliedert und von einer Zwiebelhaube bekrönt.
Das Portal ist in ein Vorzeichen an der Westfassade integriert, die von flachen Pilastern gegliedert und von kleinen ovalen Fensteröffnungen durchbrochen ist.

### Innenraum

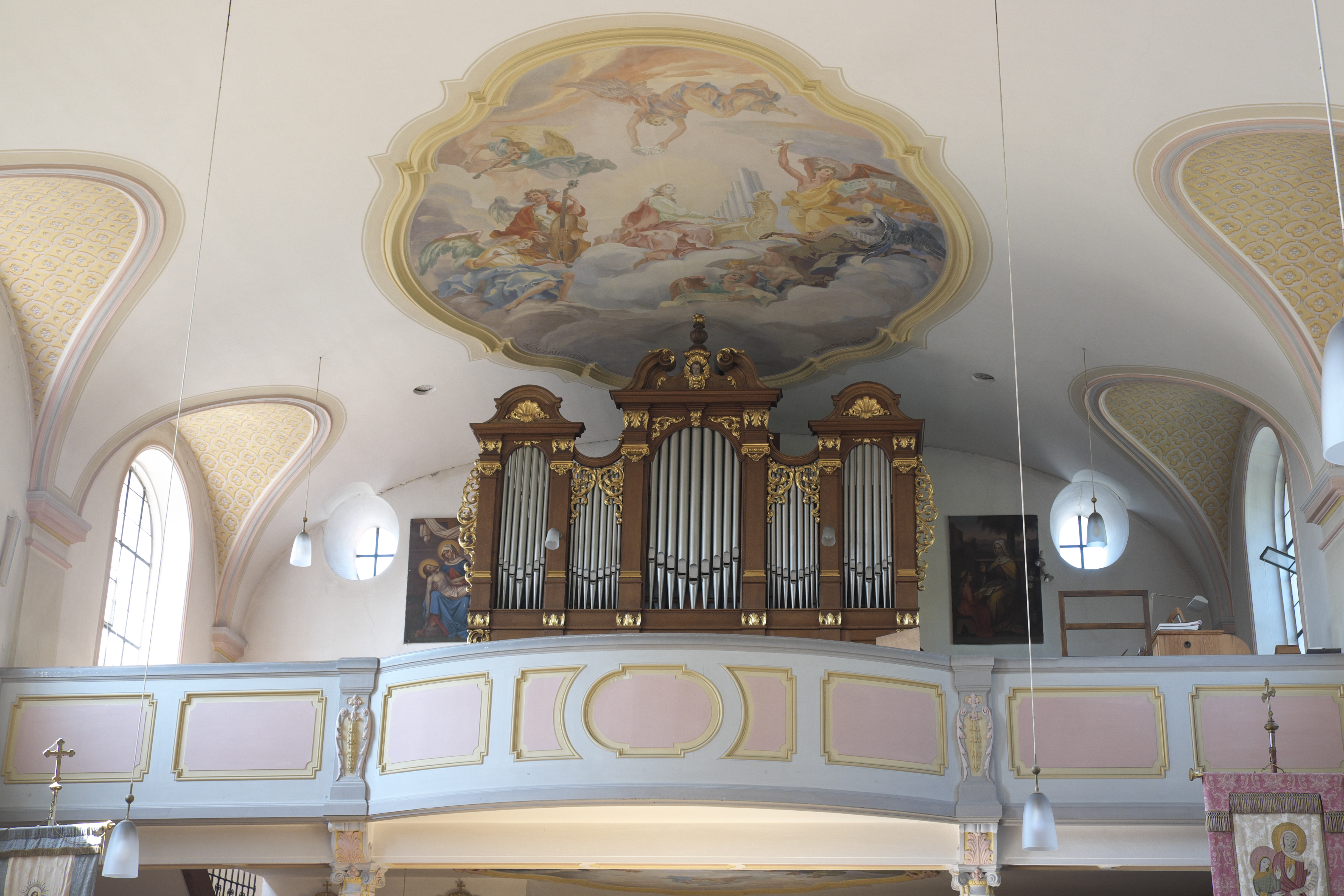
Empore

Der Innenraum besteht aus einem einschiffigen Langhaus mit ausgerundeten Ostecken und einem eingezogenen, halbrund geschlossenen Chor, an den sich im Süden ein großes Oratorium anschließt. Langhaus und Chor werden von flachen Stichkappentonnen gedeckt. Den westlichen Abschluss des Langhauses bildet eine Empore, auf der die Orgel von Julius Schwarzbauer steht.

## Stuckdekor und Deckenmalereien
Der neubarocke Stuckdekor wurde 1907/08 von der Firma Nowak aus München geschaffen. Am Chororatorium sieht man das Wappen der Freiherren von Gravenreuth, die im Jahr 1831 in den Besitz der Hofmark gelangten. Die Fresken wurden 1943 von Sebastian Hausinger nach Entwürfen von Richard Holzner ausgeführt. Die Dekorationsmalereien in den Stichkappen, am Chorbogen und an der Emporenbrüstung stammen von Johann Bosshardt aus Augsburg.

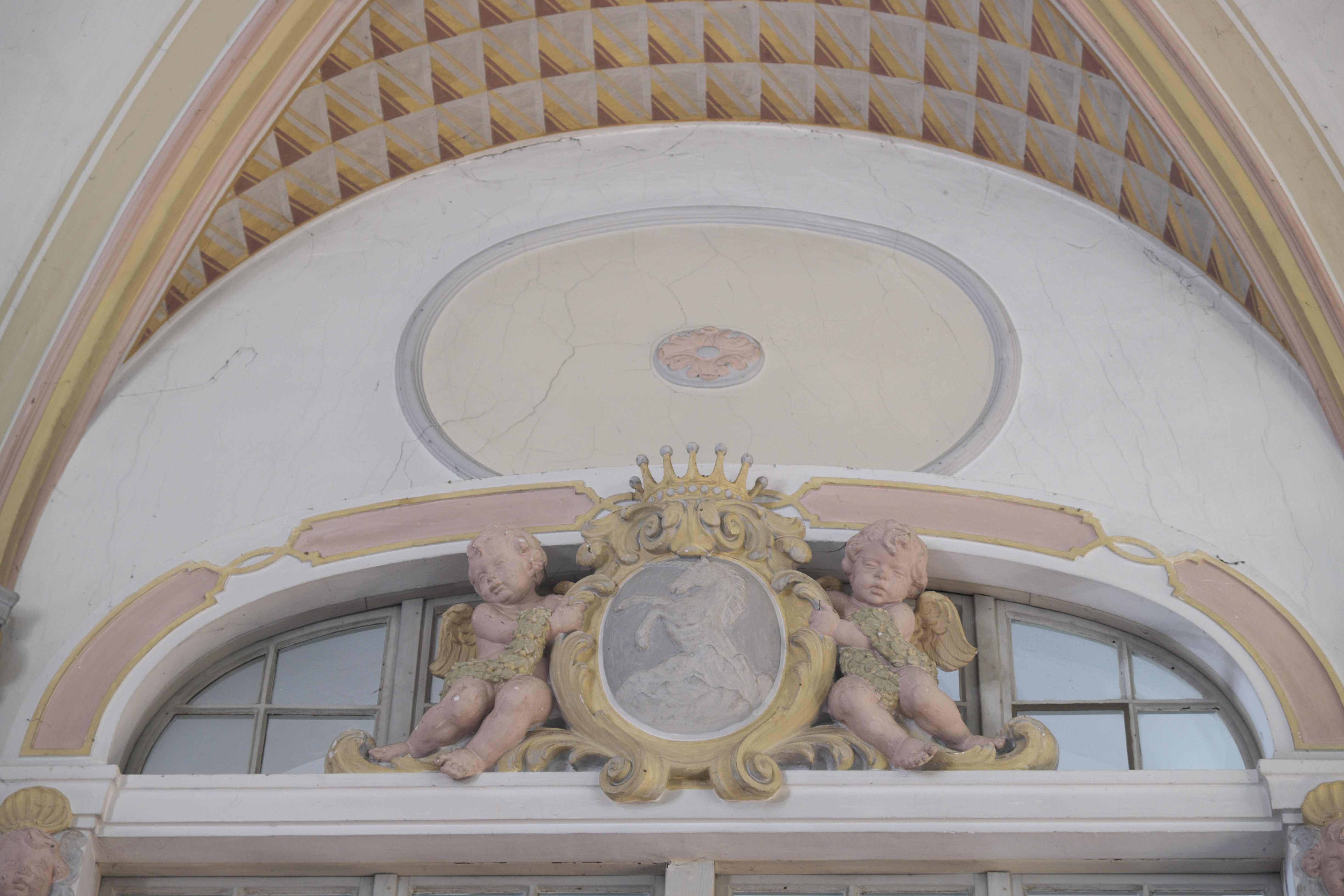
Wappen am Chororatorium
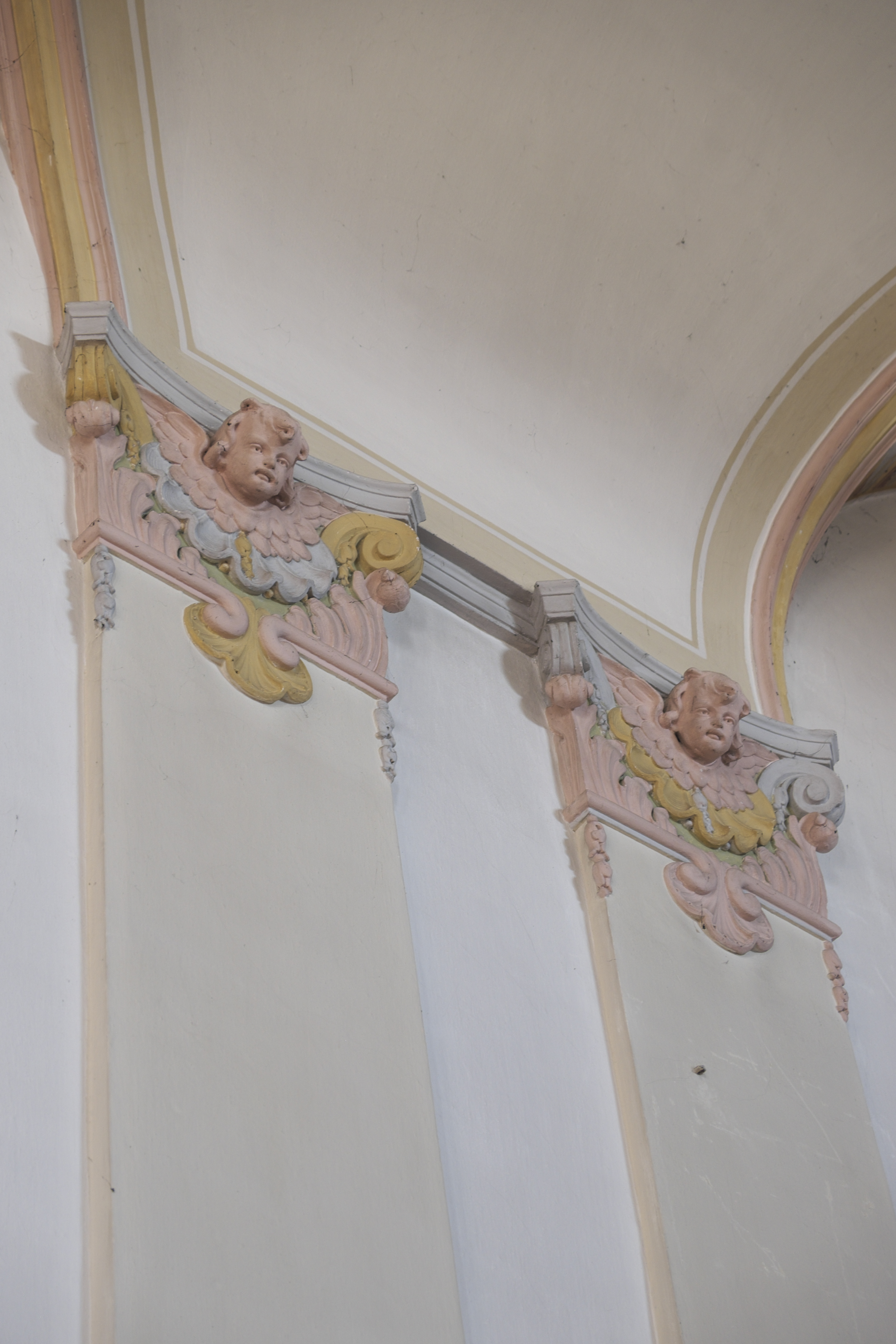
Pilaster mit Stuckkapitellen

## Ausstattung
- Der Hochaltar wurde um 1770/80 geschaffen. Das Altarblatt stellt die Steinigung des heiligen Stephanus dar und wurde von Ignaz Baldauf ausgeführt. Seitlich stehen die Figuren des heiligen Laurentius und des heiligen Vitus. Im Auszug ist die Dreifaltigkeit dargestellt.
- Die Seitenaltäre stammen aus dem frühen 18. Jahrhundert. Im linken Altar sieht man eine Unterweisung Mariens, im rechten eine Pietà.
- Die Kanzel im Stil des Rokoko ist eine Arbeit aus der Zeit von 1760/65. Am Kanzelkorb sind die Bilder der Evangelisten angebracht, links der Evangelist Lukas mit seinem Attribut, dem Stier, in der Mitte die Evangelisten Johannes mit dem Adler und Matthäus mit der geflügelten menschlichen Gestalt und rechts der Evangelist Markus mit dem Löwen. Der Schalldeckel ist mit Palmetten und einer Rocaillekartusche verziert. Auf der Unterseite des Schalldeckels ist die Taube des Heiligen Geistes angebracht. An der Kanzelrückwand steht die Inschrift: „Wer aus Gott ist, der höret Gottes Wort“.
- Die Beichtstühle wurden um 1780/90 gefertigt. Sie sind mit den Gemälden des Apostels Petrus und der heiligen Maria Magdalena verziert.
- Das älteste Ausstattungsstück, eine Figur des Salvator mundi, wird ins späte 15. Jahrhundert datiert.

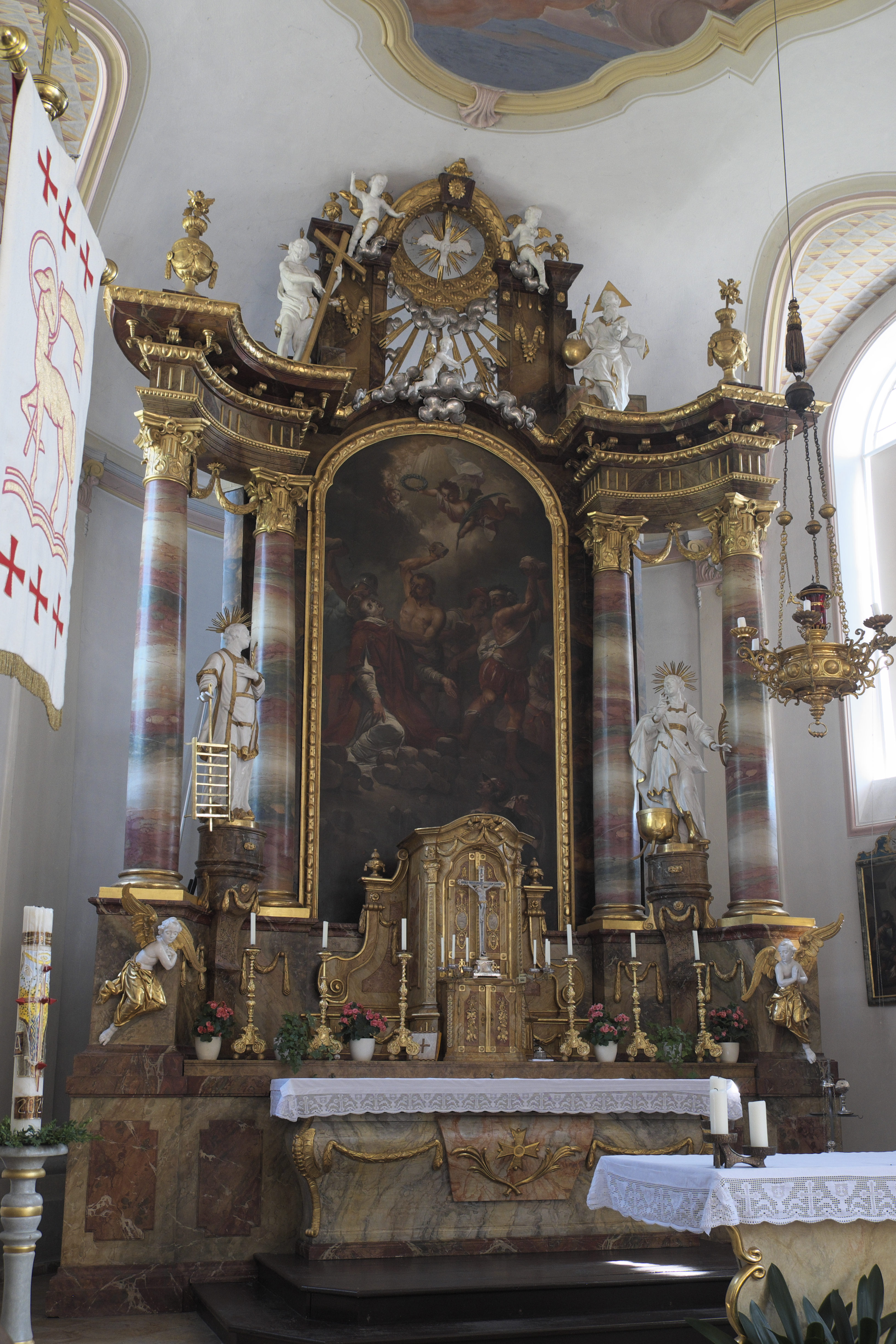
Hochaltar
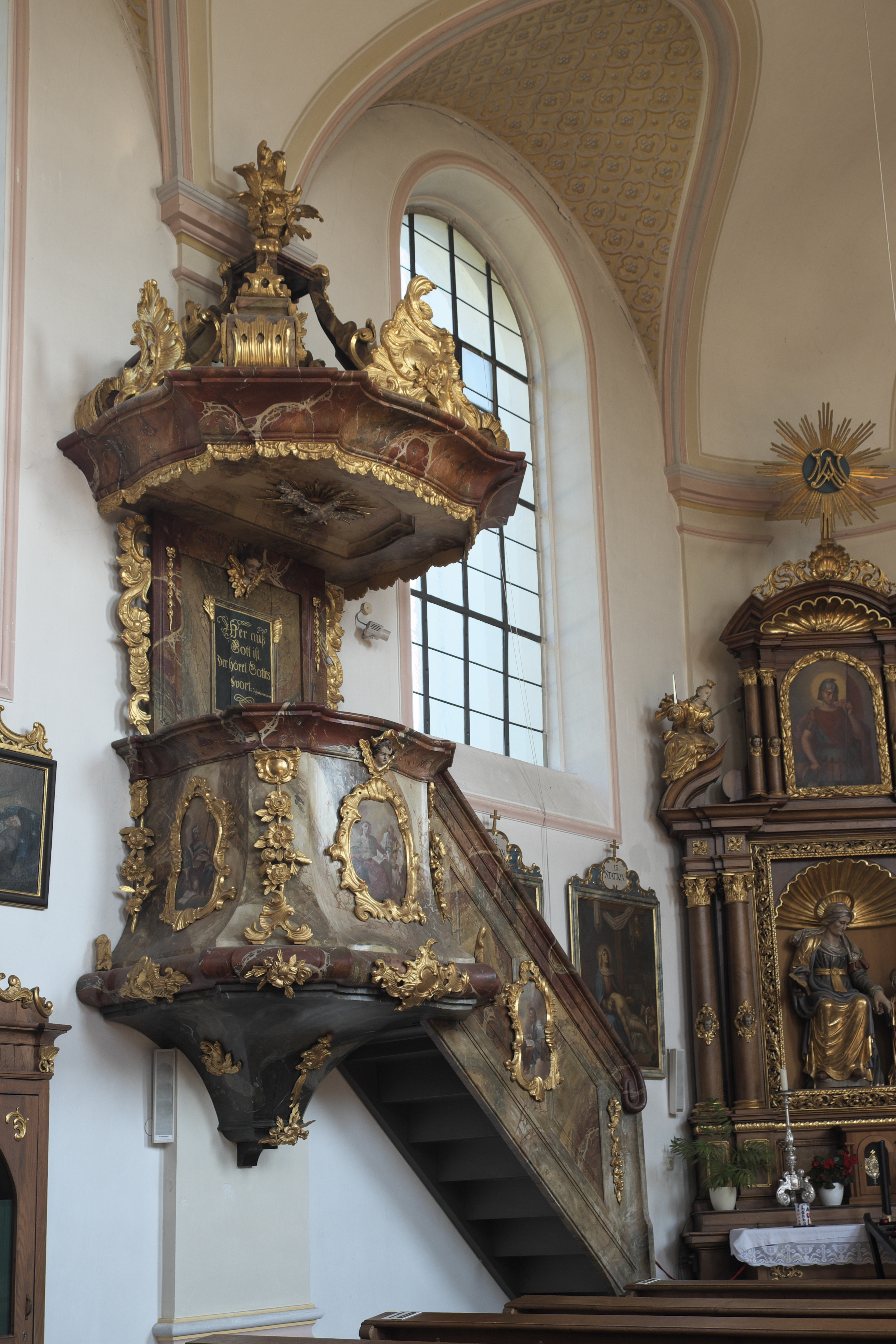
Kanzel
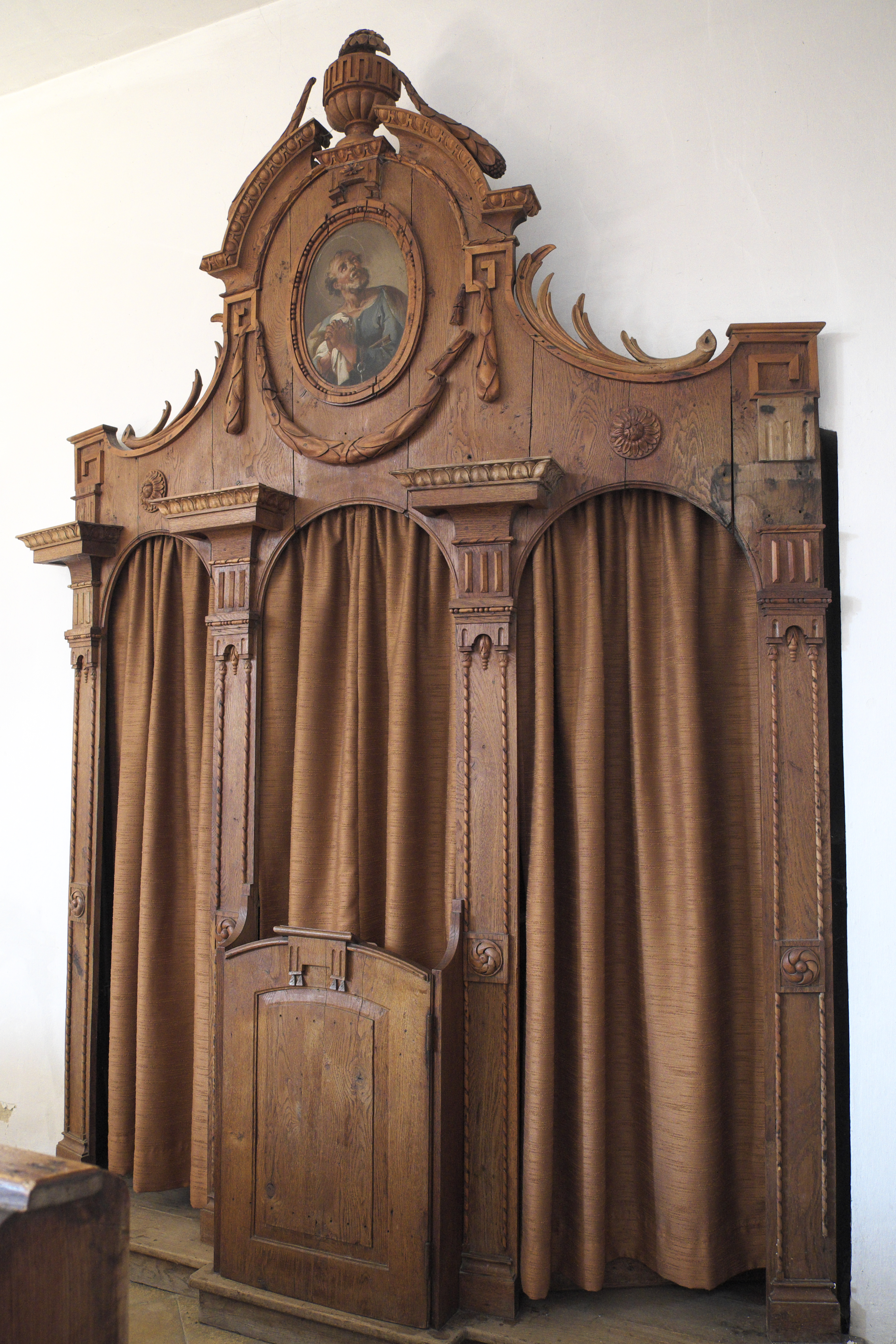
Beichtstuhl
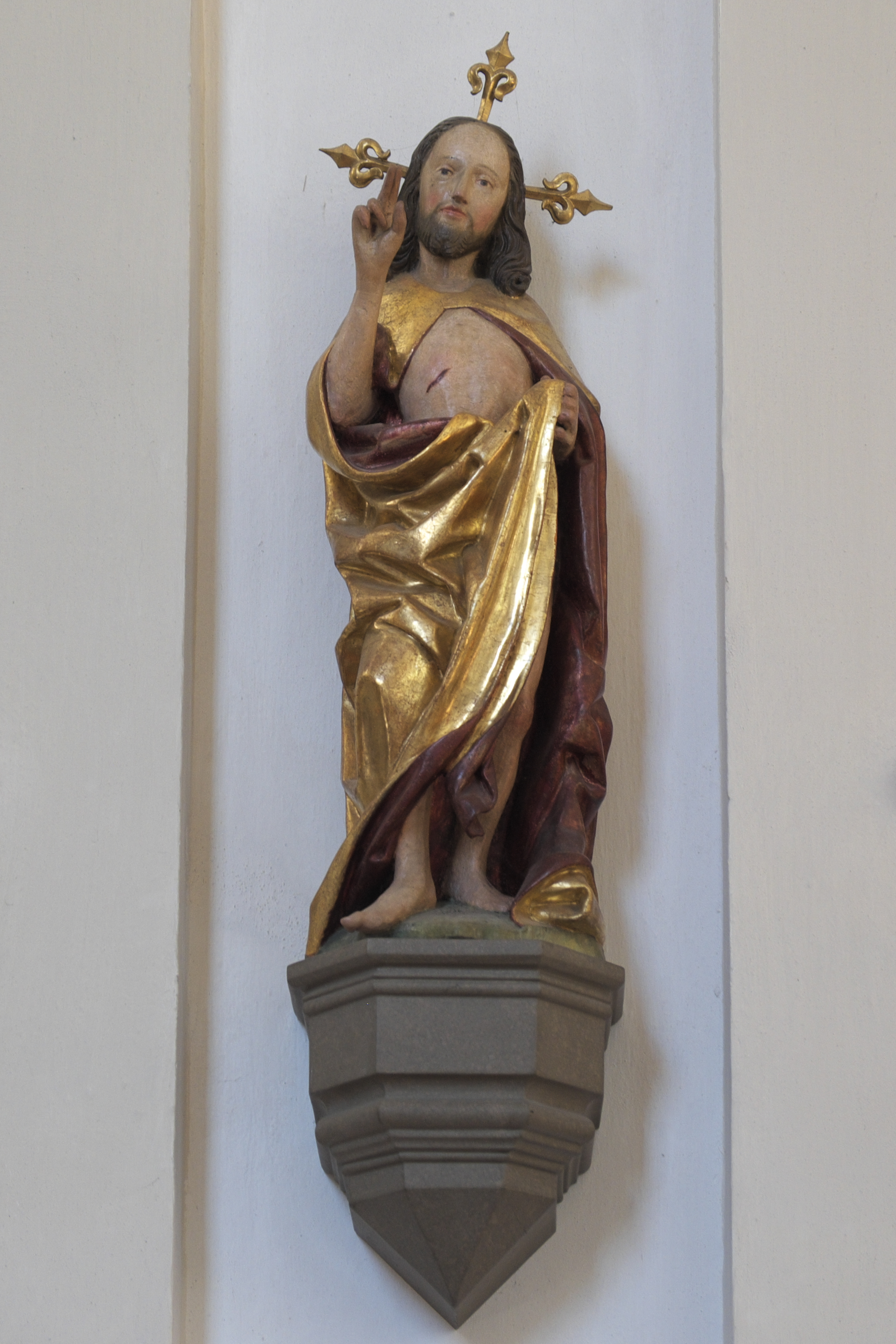
Salvator mundi, Ende des 15. Jahrhunderts

## Epitaphien
Im Chor und im Langhaus sind die Epitaphien der Hofmarksherren in die Wand eingemauert.
- Epitaph für Christoph von Weichs († 1499)
- Epitaph für Wolfgang II. von Weichs († 1538)
- Epitaph für Euphrosina von Weichs († 1559) und Wiguläus von Weichs
- Epitaph für Ursula von Weichs, geborene Wernberg († 1572)

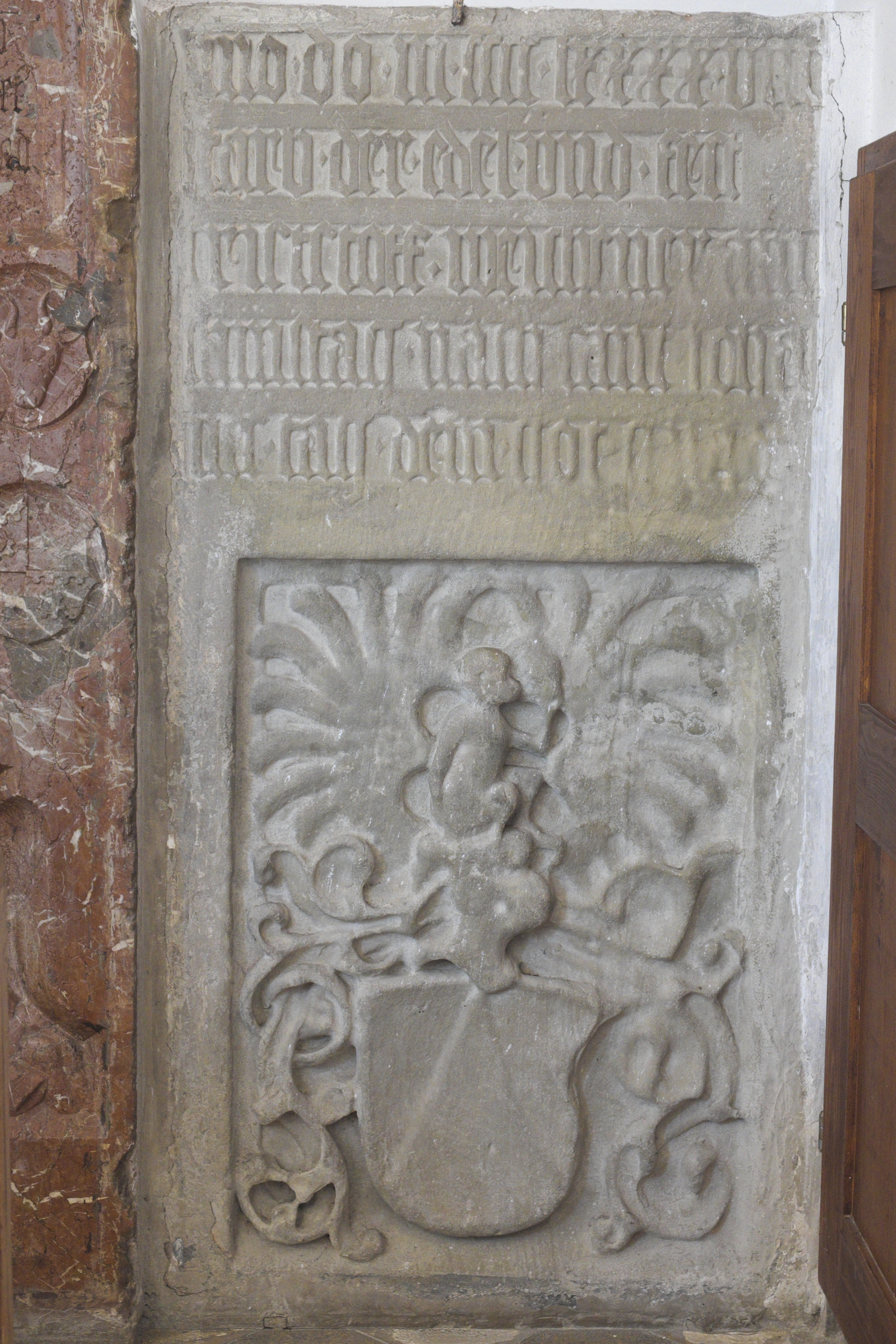
Epitaph für Christoph von Weichs († 1499)
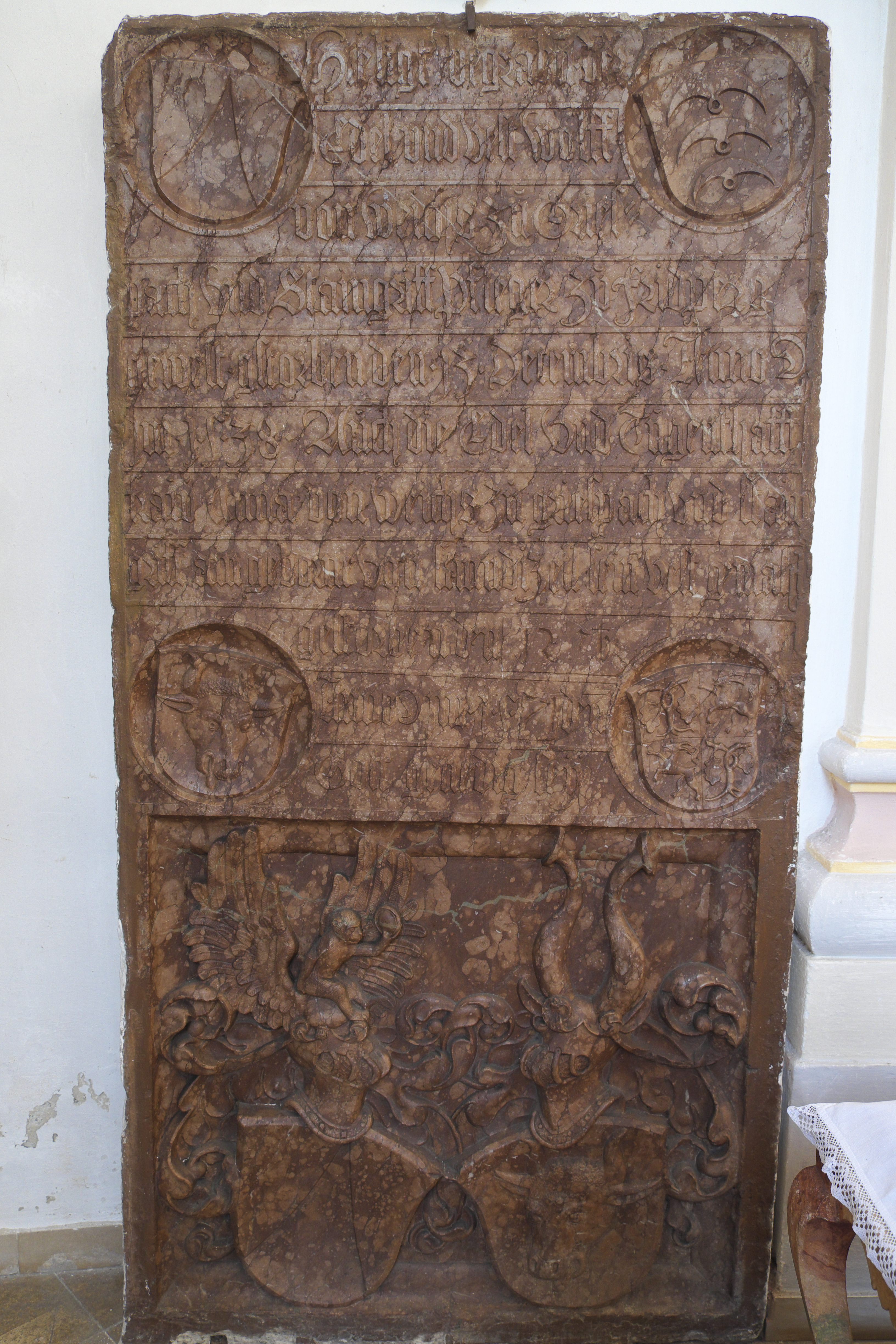
Epitaph für Wolfgang II. von Weichs († 1538)
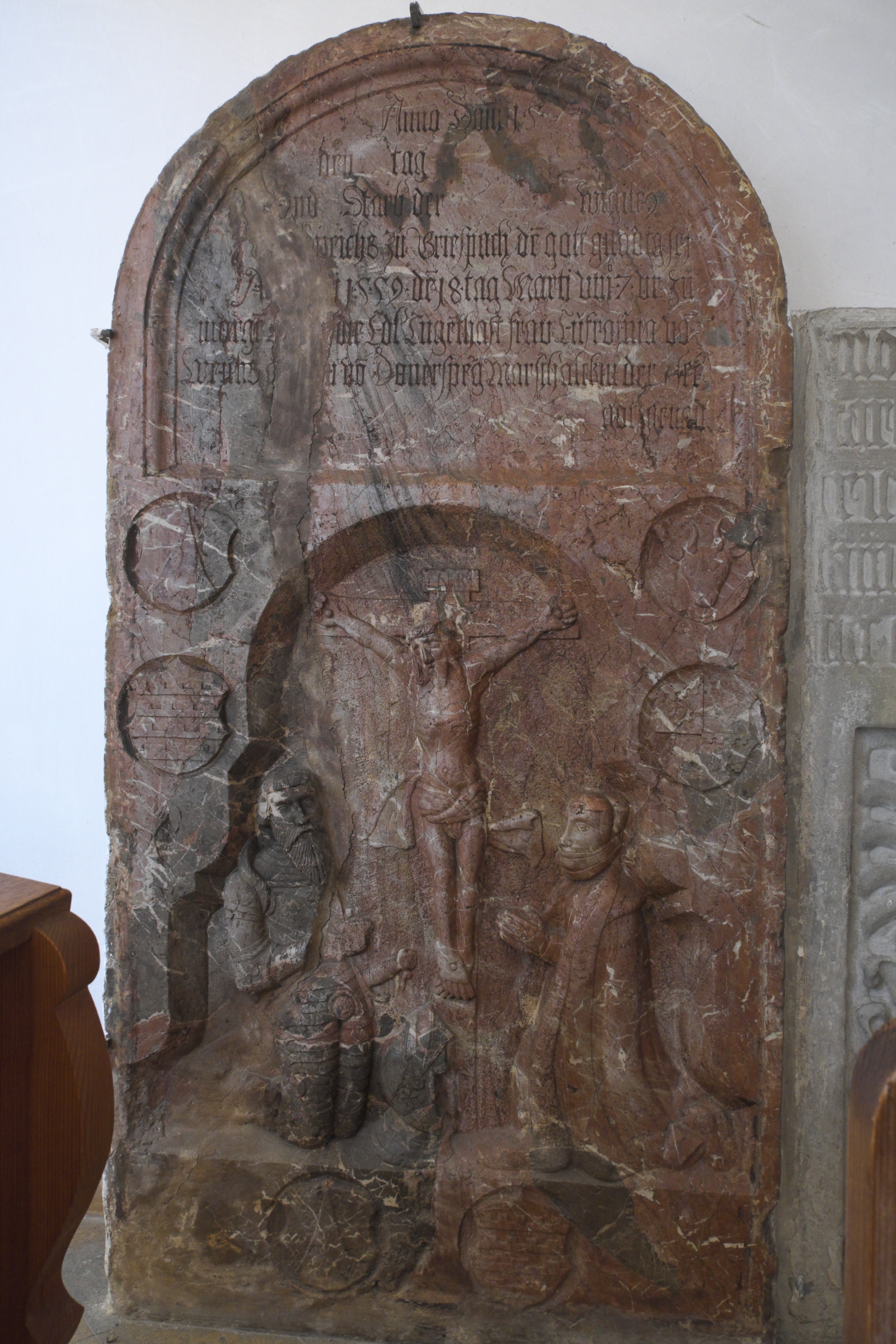
Epitaph für Euphrosina von Weichs († 1559) und Wiguläus von Weichs
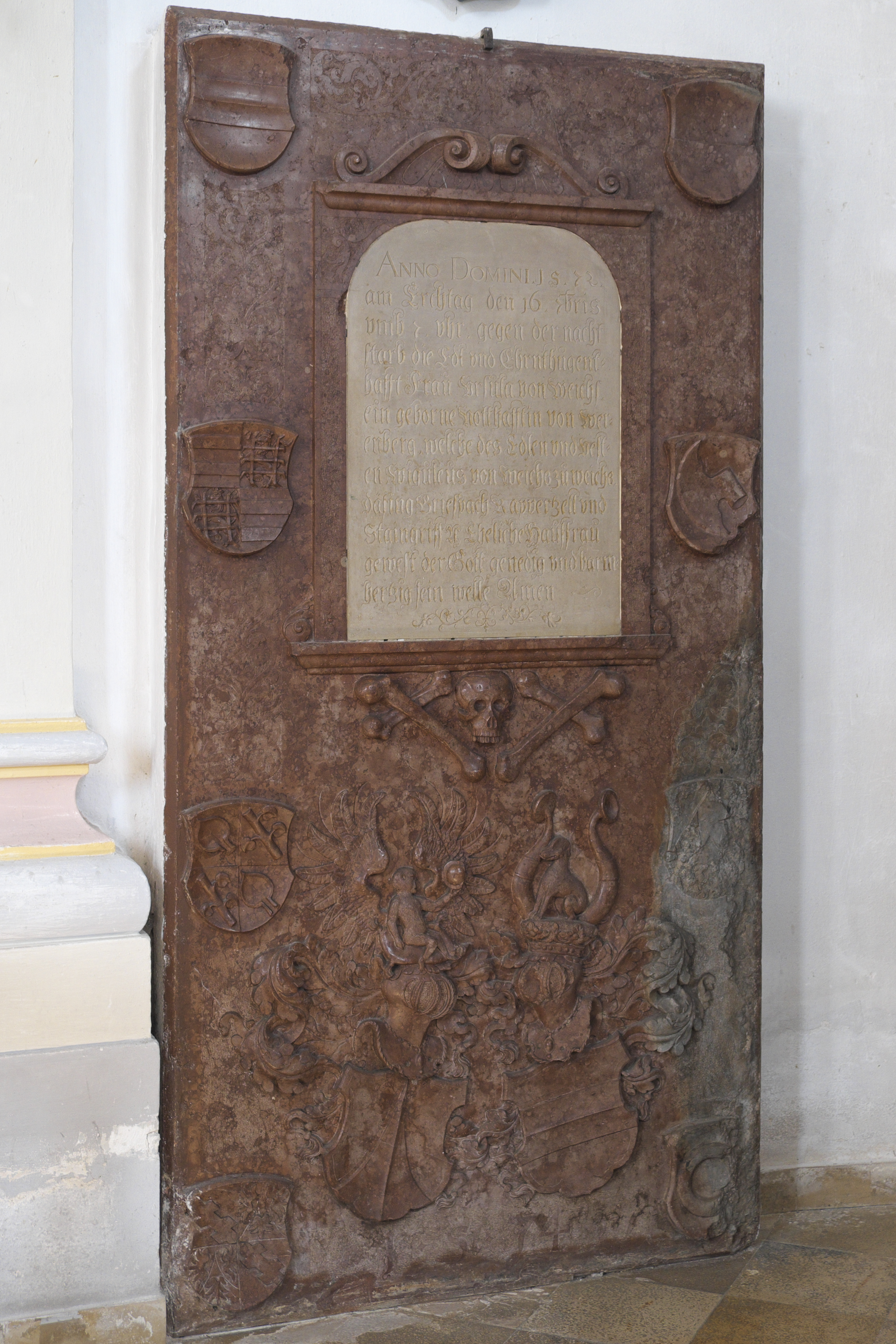
Epitaph für Ursula von Weichs, geborene Wernberg († 1572)